# Cañón naval 15 cm SK L/45
El cañón naval SK L/45 de 15 cm fue un cañón naval alemán -con una variante para uso ferroviario-, utilizado en la Primera y Segunda Guerra Mundial. El SK L/45 de 15 cm era un cañón naval ampliamente utilizado en muchas clases de acorazados y cruceros de la Primera Guerra Mundial, tanto en casamatas como en torretas. Estaba construido con un tubo primario y dos capas de refuerzo con un bloque de cierre de cuña deslizante horizontal Krupp. Durante la Primera Guerra Mundial, algunos cruceros de antes de la guerra que estaban armados con cañones de 10,5 cm fueron rearmados con este cañón. En la Segunda Guerra Mundial, el SK L/45 de 15 cm se utilizó ampliamente como artillería costera y como armamento principal en los cruceros auxiliares alemanes.

## Tipos
Las clases de buque que portaban los cañones de 15 cm SK L/45 incluyen:
- clase Bremen
- clase Brummer
- clase Graudenz
- clase Kolberg
- clase Magdeburg
- clase Pillau

| Tipo de apoyo                                              | Nomenclatura | Peso                            | Elevación    | Alcance (I Guerra Mundial)      | Clase de buque o buque                                                                   |
| Soportes de pedestal simple en casamatas                   | MPL C/06     | 15 770 kilogramos (34 766,9 lb) | −7° a +20°   | 14,9 kilómetros (9,3 mi) a 20°  | clase Nassau, clase Helgoland, clase Kaiser, SMS Von der Tann, clase Moltke, SMS Blücher |
| Soportes de pedestal simple en casamatas                   | MPL C/06.11  | 16 533 kg (36 449,1 lb)         | −10° a +19°  | 13,5 kilómetros (8,4 mi) a +19º | clase König, SMS Seydlitz, clase Derfflinger, SMS Lützow                                 |
| Soportes de pedestal simple en casamatas                   | MPL C/13     | 17 950 kg (39 573 lb)           | −8.5° to +19 | 13,5 km (8,4 mi) a +19º         | clase Bayern, SMS Hindenburg, clase Mackensen                                            |
| Soportes de pedestal simple en casamatas                   | MPL C/13 mod | 18 350 kg (40 454,9 lb)         | −8.5° to +22 | 15,8 km (9,8 mi) a +22º         | Modificiación en tiempo de guerra del MPL C/13                                           |
| Montantes en pedestal simple con medias pantallas abiertas | MPL C/14     | 16 185 kg (35 681,8 lb)         | −10° to +22° | 15,8 km (9,8 mi) a +22º         | clase Wiesbaden, clase Königsberg II                                                     |
| Montantes en pedestal simple con medias pantallas abiertas | MPL C/16     | 17 116 kg (37 734,4 lb)         | −10° to +27° | 16,8 km (10,4 mi) a +27º        | clase Cöln II, SMS Emden                                                                 |
| Montantes en pedestal simple con medias pantallas abiertas | MPL C/16 mod |                                 | −10° to +30  | 17,6 km (10,9 mi) a +30º        | Modificación en tiempode guerra del MPL C/16                                             |

## Munición
La munición era del tipo separate loading quick fire (carga separada de tiro rápido). Los proyectiles medían 61 cm (2 pies) de largo con una sola carga en bolsa que pesaba entre 13 y 14 kg (28,7-30,9 lb).
El cañón era capaz de hace fuego con:
- Proyectil perforante 45,3 kilogramos (99,9 lb)
- Espoleta detonante de base altamente explosiva 45,3 kilogramos (99,9 lb)
- Espoleta de impacto altamente explosiva 45,3 kilogramos (99,9 lb)
- Obús ordinario 45,3 kg (99,9 lb)

## Como artillería de costa

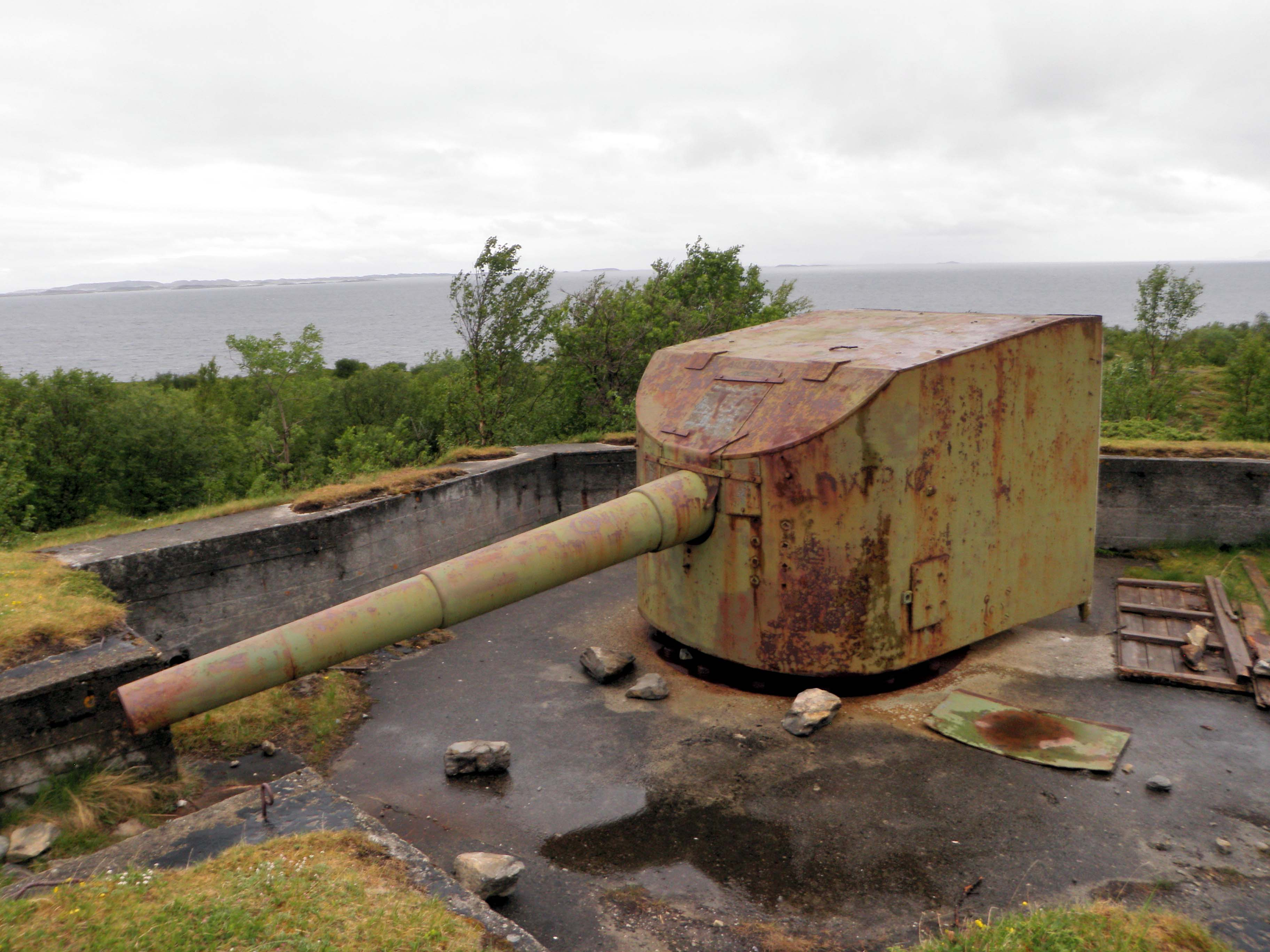
Cañón naval 15 cm SK L/45 en Nordarnøy, Gildeskål, Noruega

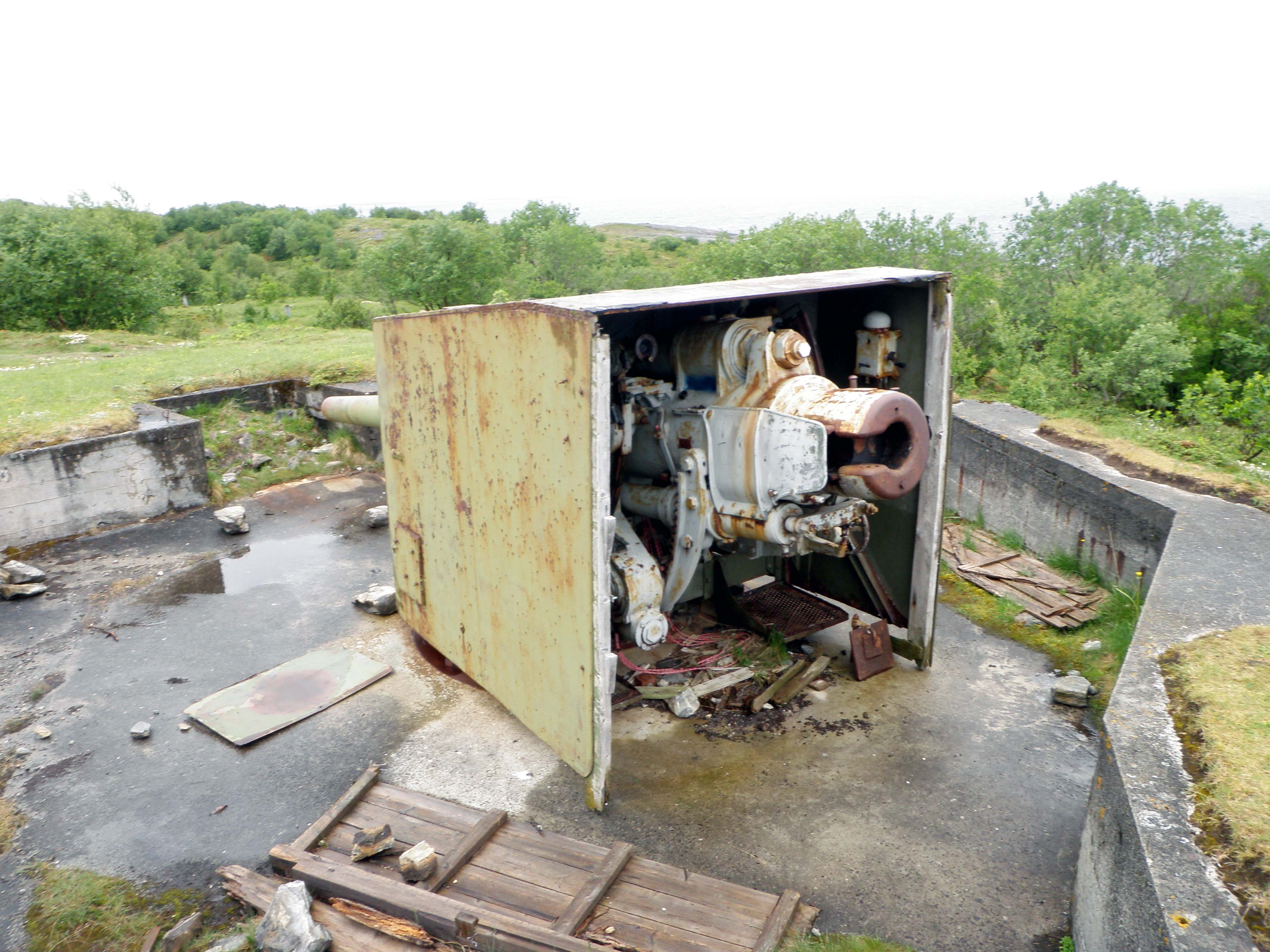
Vista posterior del mismo emplazamiento

La misma arma se utilizó para tareas de defensa costera en emplazamientos de hormigón después de la Primera Guerra Mundial. Un ejemplo fue la 3./Marine-Artillerie Abteilung 604 (3.ª batería del batallón de artillería naval 604) en Jersey. Lo muestran utilizando proyectiles de 44 kg (97,0 lb) con un alcance de 18 000 m (19 685 yd).

## Como cañón ferroviario
También fue utilizado como cañón ferroviario durante la Primera Guerra Mundial, bajo la denominación de SK L/45 15 cm Mittelpivot-Lafette (SK - Schnelladekanone (cañón de carga rápida), sobre un soporte de pivote central, siendo utilizados entre 1916 y 1918. Llegaron a construirse más de 20 cañones de este tipo.
Los alemanes necesitaban contar con artillería de largo alcance en la primera parte de la Primera Guerra Mundial y recurrieron al montaje de cañones navales en vagones con ruedas y en vagones de ferrocarril. Los vagones con ruedas no tuvieron mucho éxito debido a su gran peso, pero los cañones montados sobre rieles lo tuvieron mucho más. Todos los cañones navales recibieron apodos y estaban tripulados por marineros. Los cañones de 15 cm se llamaban Nathan, Nathan Ernst y Nathan Emil, aunque no se sabe con certeza el motivo de los tres nombres diferentes. Es muy probable que se utilizaran para diferenciar los modelos del cañón de 15 cm, ya que se sabe que se utilizaron tanto el C/13 como el C/16. Los últimos cañones estaban originalmente destinados a los cruceros cancelados de la clase Cöln que estaban entonces en construcción, mientras que los primeros eran cañones de repuesto para acorazados y cruceros ligeros más antiguos.
En cualquier caso, los cañones de 15 cm estaban montados en una plataforma con dos bogies de cuatro ruedas. No se instalaron estabilizadores, por lo que la energía de retroceso de los disparos realizados perpendicularmente a las vías del ferrocarril podía balancear significativamente el vagón incluso estando encadenado al suelo. Estaban equipados con escudos frontales y laterales, aunque, curiosamente, no llevaban ningún blindaje superior y parece que se utilizaron principalmente para tareas de defensa costera. Su elevación de tiro era entre 0º (tiro rasante) a 45º, con un alcance máximo de 22 675 m. El peso del conjunto en posición de movimiento y tiro era de 55,5 t. 
Disparó proyectiles de uso naval explosivos Spgr. HE L/5 (Haube) que pesaban 44 kg (97,0 lb) con 5 kg (11,0 lb) de relleno explosivo. Utilizó el sistema de munición naval alemán en el que la carga base se guardaba en una cartuchera metálica y se complementaba con otra carga en una bolsa de seda que se introducía primero. 
La misma arma se utilizó para tareas de defensa costera en emplazamientos de hormigón después de la Primera Guerra Mundial como el SK L/45 de 15 cm.